# EIF2

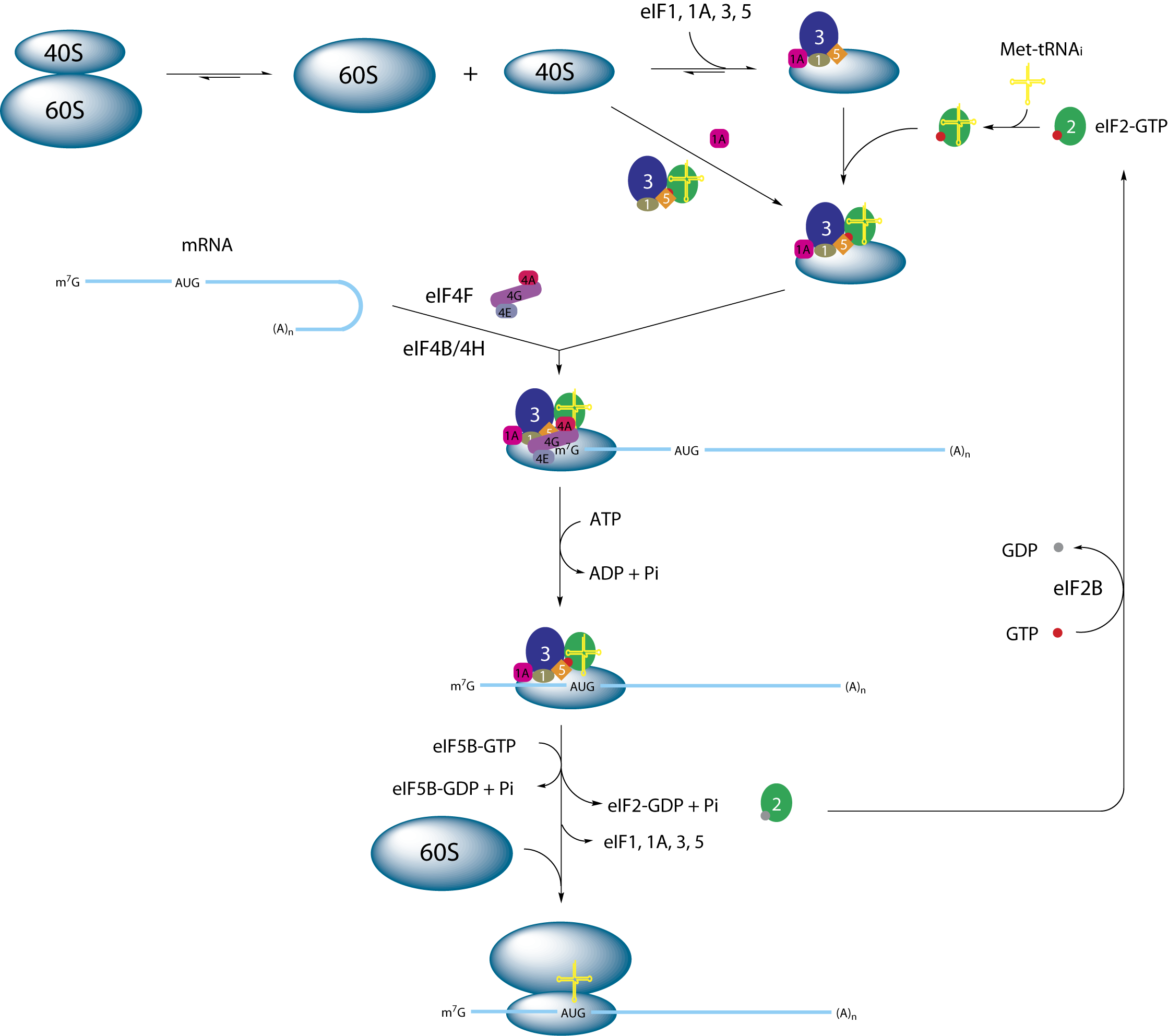
فرایند آغاز ترجمه در یوکاریوت‌ها که «eIF2» در آن با رنگ سبز نشان داده شده‌است. عوامل دیگر هم نشان داده شده‌است.

فاکتور ۲ آغازکنندهٔ ترجمه یوکاریوتی (انگلیسی: Eukaryotic Initiation Factor 2) که با نام اختصاری «eIF2» شناخته می‌شود، یک فاکتور آغازکننده یوکاریوتی است که حضورش برای آغاز فرایند ترجمه لازم است. این مولکول میانجی اتصال آران‌ای حاملiMet به ریبوزوم‌هاست که فرایندی وابسته به گوانوزین تری‌فسفات است.
«فاکتور ۲ آغازکنندهٔ ترجمه یوکاریوتی» (eIF2) ۳ زیرواحد دارد: «آلفا»، «بتا» و «گاما».
فعالیت این مولکول توسط مکانیزمی که شامل تبادل نوکلئوتید گوانین و فسفوریلاسیون است، تنظیم می‌شود. فسفوریلاسیون در زیرواحد آلفا انجام می‌شود، که مولکولِ هدفِ تعدادی از پروتئین کینازهای اختصاصی سرین/ترئونین است که سرین شماره ۵۱ را فسفریله می‌کنند. این کینازهای اختصاصی در نتیجهٔ برخی استرس مانند محرومیت از اسید آمینه (GCN2)، استرس شبکهٔ آندوپلاسمی (PERK)، وجود آران‌ای دورشته‌ای (PKR) کمبود هِـم (HRI) یا اینترفرون فعال می‌شوند.

## اهمیت بالینی
از آنجایی که وجودِ eIF2 برای آغاز ترجمه و در نتیجه ساخت پروتئین‌ها ضروری است، نقص در eIF2 اغلب مرگ‌بار است. این پروتئین در میان گونه‌های دورافتاده تکاملی بسیار حفاظت شده‌است - که نشان دهنده تأثیر افزایش جهش‌ها بر زنده ماندن سلول است؛ بنابراین، هیچ بیماری مرتبط با جهش در eIF2 را نمی‌توان مشاهده کرد. با این حال، بسیاری از بیماری‌های ناشی از کاهش میزان تولید eIF2 از طریق کینازهای بالادست آن وجود دارد. به عنوان مثال، افزایش غلظت PKR فعال و eIF2 غیرفعال (فسفریله) در بیماران مبتلا به بیماری‌های نورودژنراتیو مانند آلزایمر، پارکینسون و هانتینگتون مشاهده شده‌است. جهش در همهٔ ۵ زیرگروه «eIF2 بتا» سبب بروز «بیماری محوشدن مادهٔ سفید مغز» (VWM) می‌گردد که نوعی لکودیستروفی است که طی آن ماده سفید مغز دژنره و ناپدید می‌گردد.
هنوز به‌طور کامل معلوم نشده‌است که چرا فقط سلول‌های مغز تحت تأثیر این نقص‌های پروتئینی خاص قرار می‌گیرند. احتمال دارد کاهش و ناپایداری پروتئین‌های تنظیمی چنینی، در ایجاد بیماری‌های ذکر شده نقش داشته باشند.